# Interlocking spur

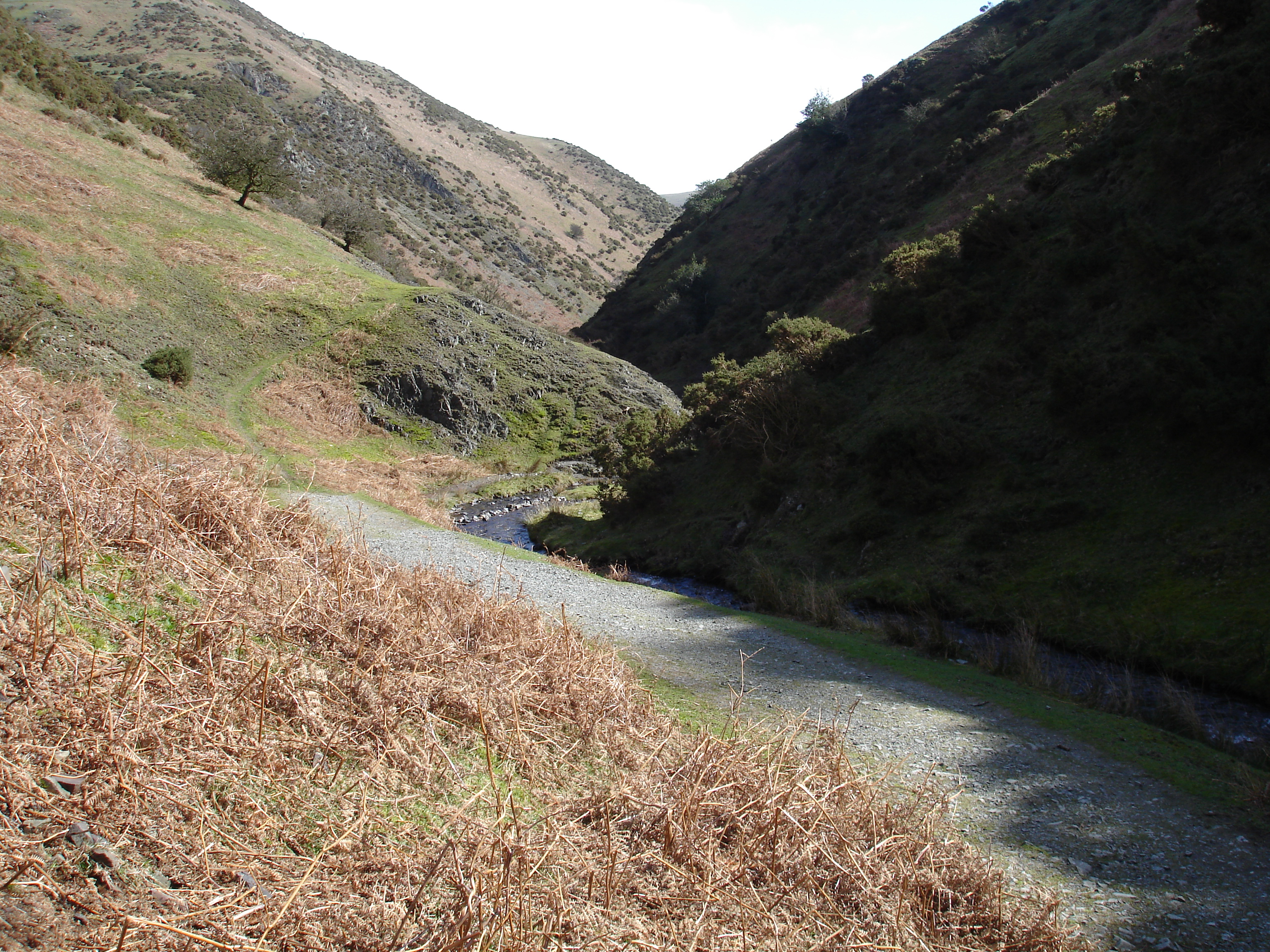
Interlocking spurs bij een zijrivier van de Severn (Verenigd Koninkrijk).

 Met een interlocking spur bedoelt men in de geomorfologie een van de uitstekende richels die zich afwisselend uitstrekken vanaf twee tegenoverliggende bergflanken van een V-dal, waar een zigzaggende waterloop doorheen stroomt of heeft gestroomd. Deze richels strekken zich zijdelings uit in een holronde tot spitse bocht van de rivier. Wanneer men deze structuur van bovenaf bekijkt, of op een landkaart of satellietfoto ziet, kan het doen denken aan een ritssluiting. Interlocking spurs zijn kenmerkende landvormen van de rivierlandschappen van de bovenloop van rivieren.

## Ontstaan

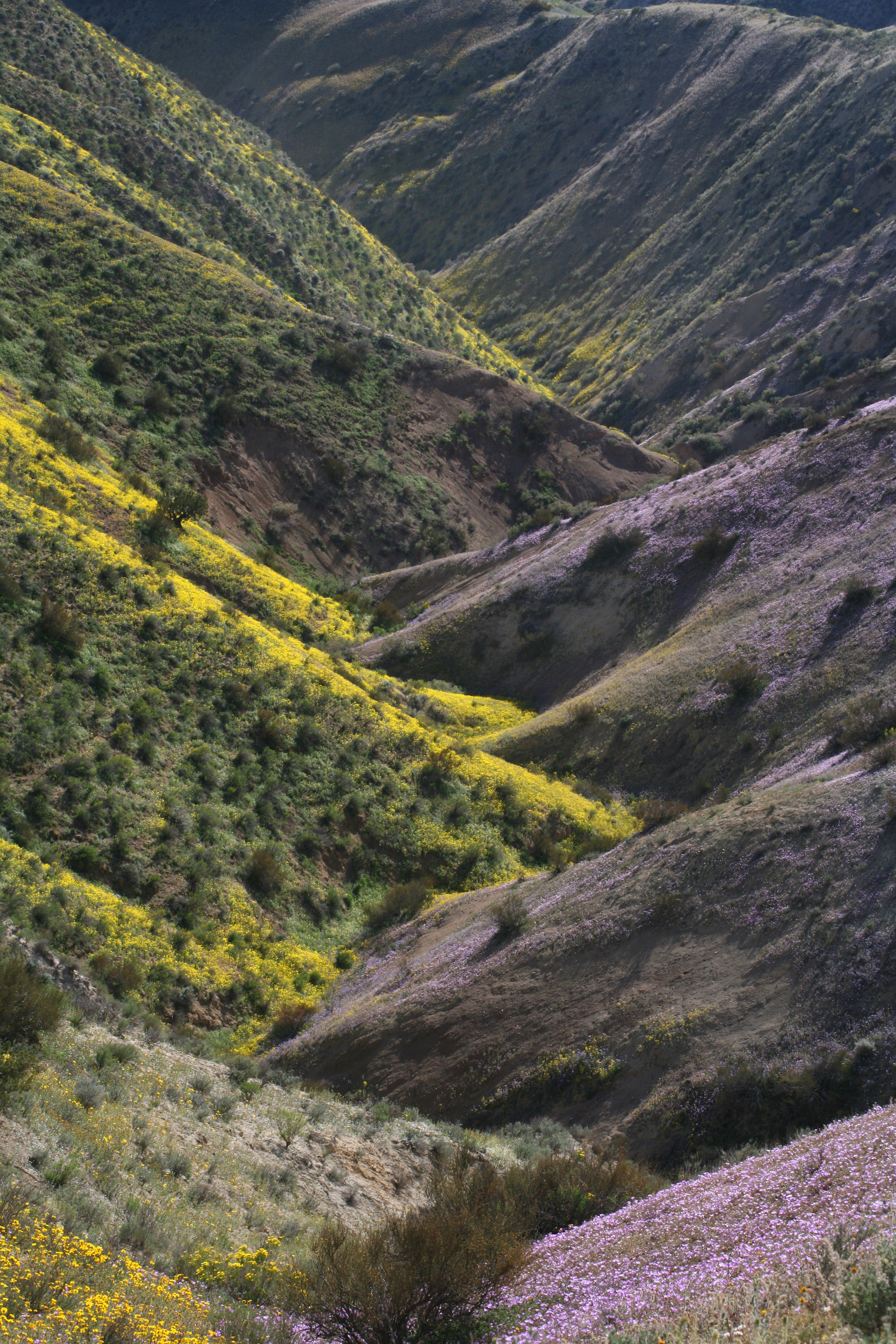
Opvallende vegetatiezonering op interlocking spurs van het Carrizo Plain National Monument in Californië (VS).

Interlocking spurs worden gevormd als de rivier van het rivierdal zichzelf gaat insnijden in een lokaal bedrock. Wanneer de rivier zich hierin insnijdt, heeft zij de voorkeur om de zwakkere delen in de bedrock op te zoeken en daar te gaan eroderen. Deze zwakkere gedeelten bestaan uit een elkaar kruisende reeks van diaklazen. Dit fluviatiele proces creëert op deze manier een zigzaggend rivierdal dat "in elkaar lijkt te grijpen".
Soms wordt gedacht dat interlocking spurs op dezelfde wijze ontstaan als de meanders van een rivier; dit betreft echter een ander type fluviatiel proces dat in het bijzonder typerend is voor de middenloop en benedenloop van een rivierlandschap. Meanders ontstaan in natuurlijke riviersystemen door sedimentatie in de glij-oevers (binnenbochten) en erosie in de stootoevers (buitenbochten).

## Fotogalerij

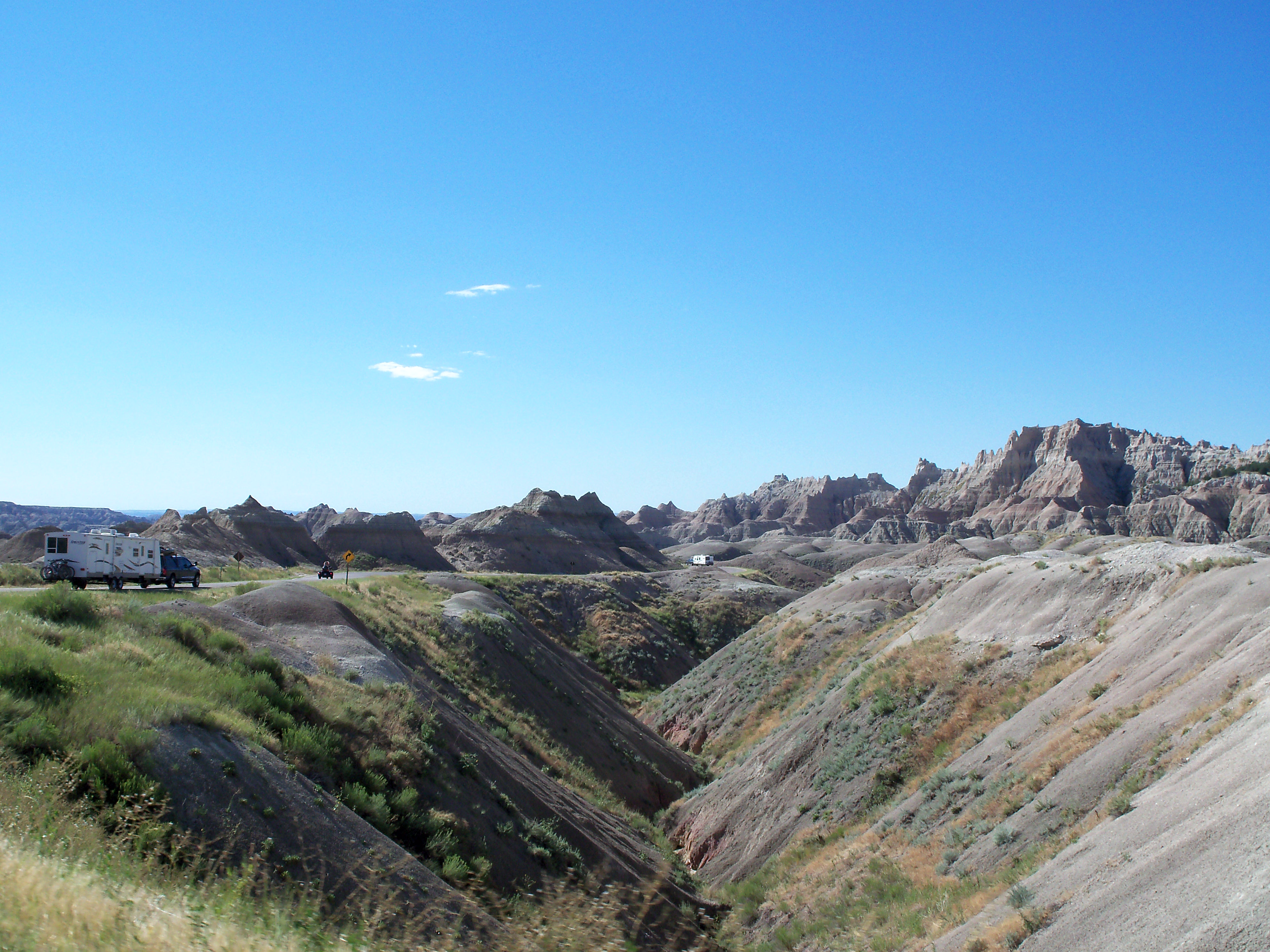
Interlocking spurs langs een weg door Badlands National Park (VS)
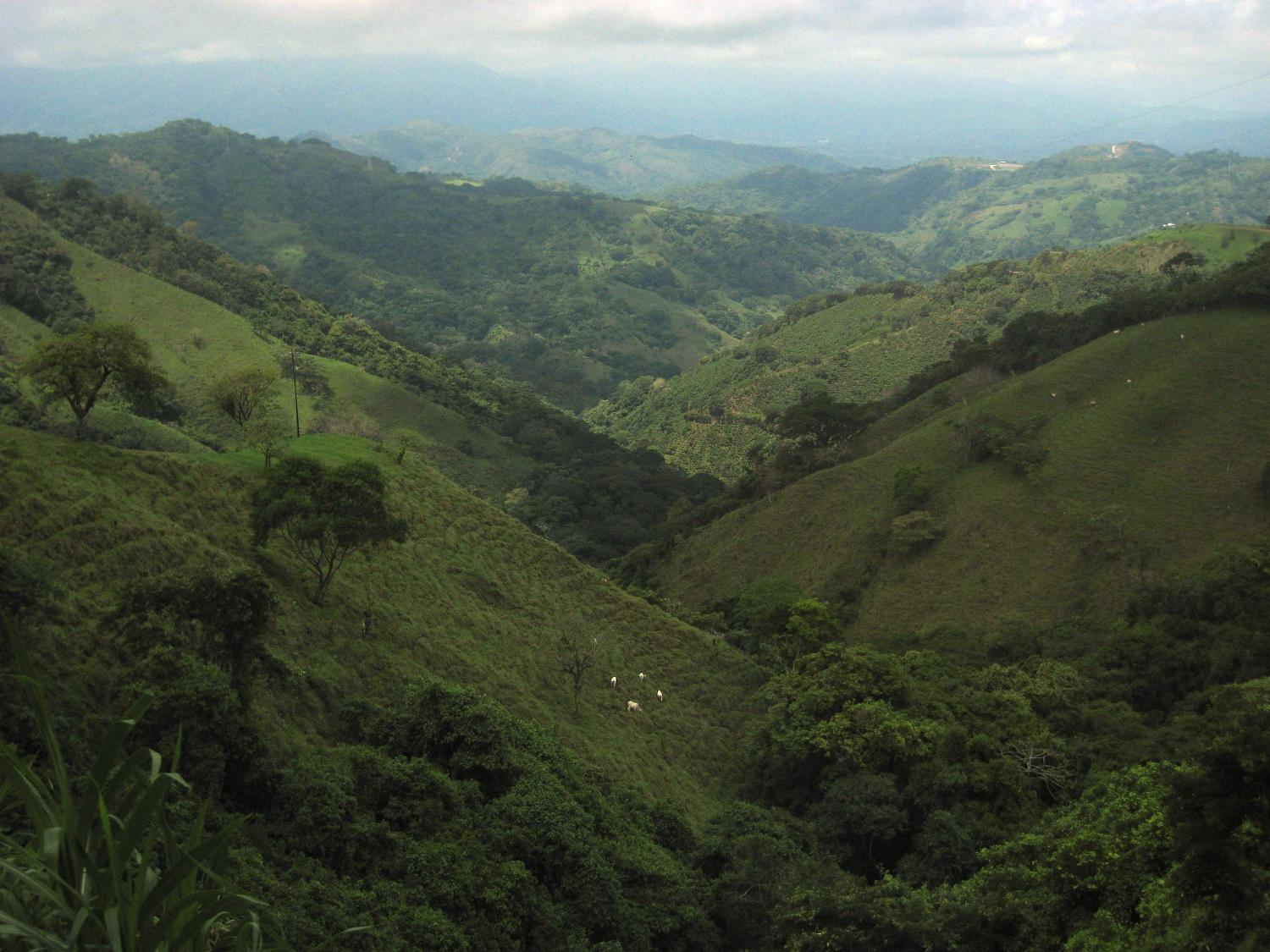
Interlocking spurs met een landbouwfunctie (Costa Rica)
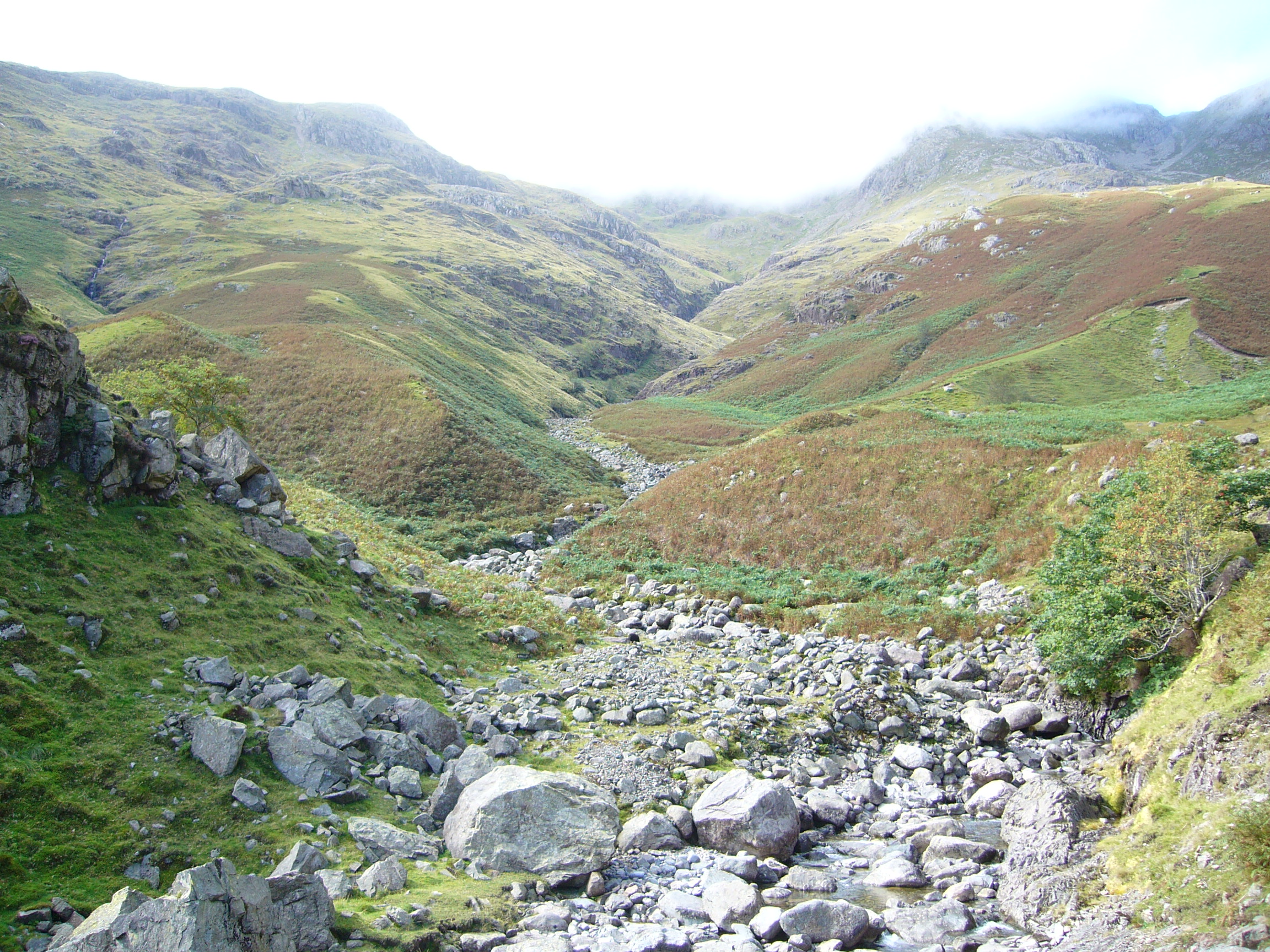
Interlocking spurs in de bovenloop van de rivier de Brathay (Engeland)
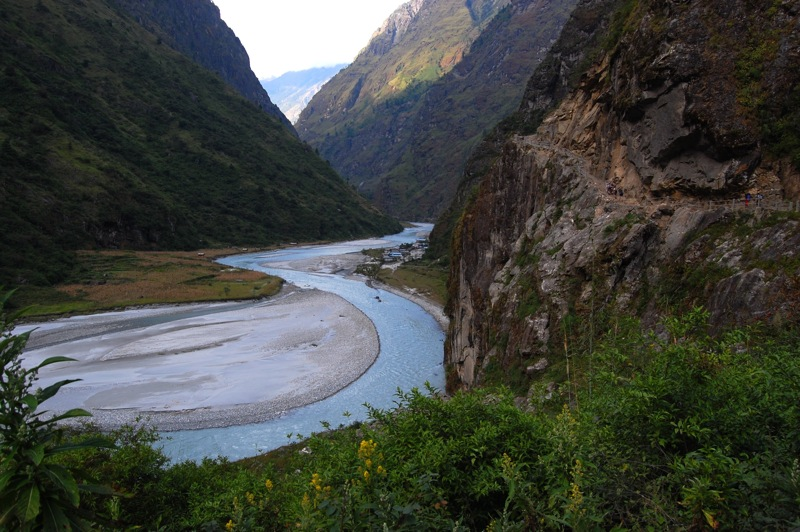
Interlocking spurs van de rivier de Marsyangdi (Nepal)
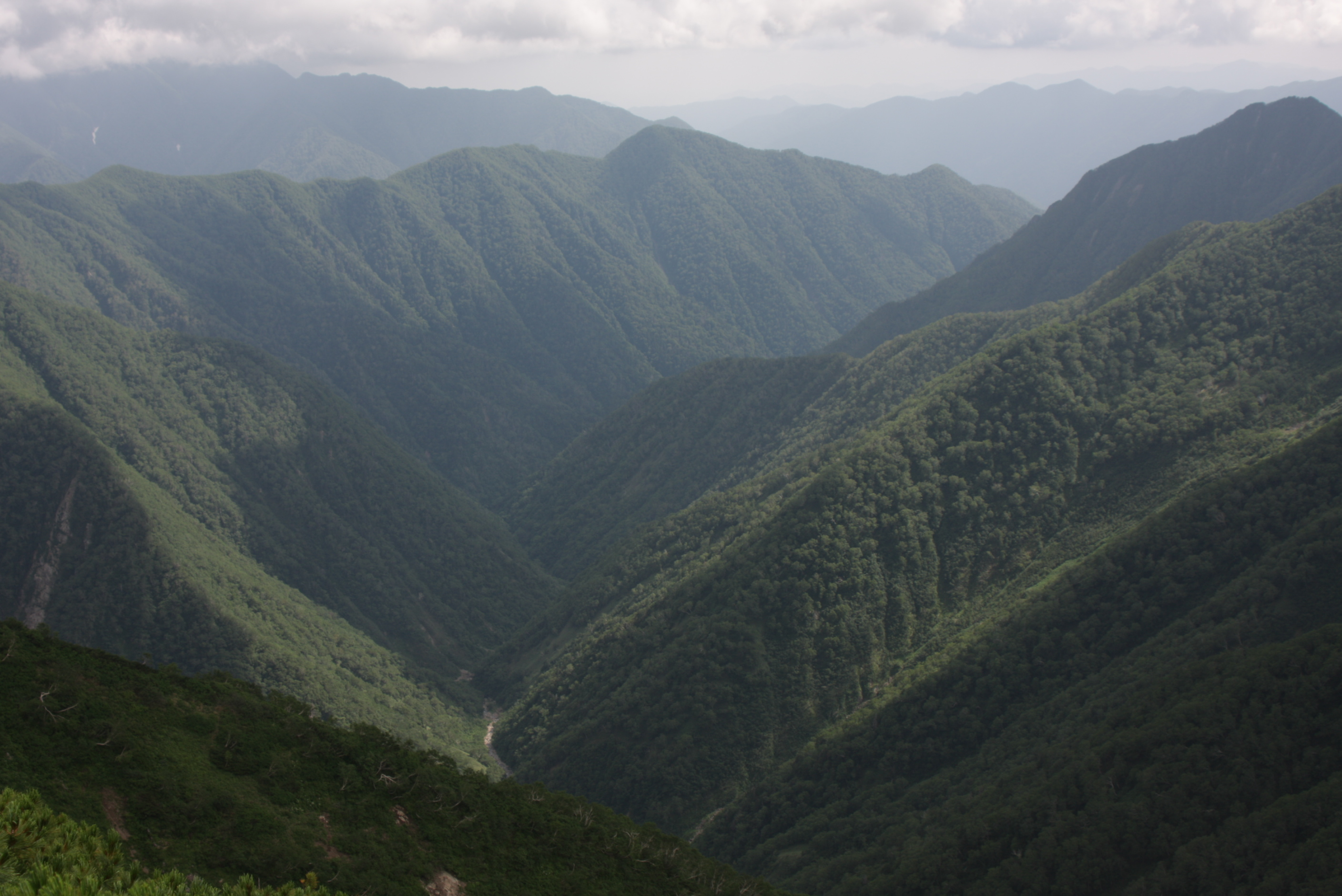
Interlocking spurs van de Koibokushushibichari-rivier (Japan)